# George Thorogood
George Lawrence Thorogood (født 24. februar 1950 i Wilmington, Delaware, USA) er en amerikansk musiker og sanger. Hans musik er en blanding af blues og rock and roll, hvor han sammen med sit band, George Thorogood & The Destroyers, har udgivet over 20 albums.
George Thorogood har hovedsageligt været påvirket af musikstilen delta blues, der har haft musikere som Robert Johnson og Elmore James. I 1973 dannede han bandet, the Delaware Destroyers, sammen med sin ven Jeff Simon fra high school. Bandets navn blev sidenhen forkortet til The Destroyers og de udgav deres første album i 1977. George Thorogood har været med til at  popularisere gamle sange i sine fortolkninger, såsom "Move It on Over" og "Who Do You Love?” lavet af henholdsvis Hank Williams og Bo Diddley. Han har også haft succes med sine egne singler “Bad to the Bone” og “I Drink Alone”.
I 1985 spillede George Thorogood and the Destroyers ved Live Aid-koncerten i Philadelphia. Samme år mødte George sin kommende hustru Marla Raderman. De var gift i over 30 år indtil 2019, hvor Marla døde af kræft. Sammen fik de en datter, Rio Thorogood.